# Rüstorf
Rüstorf – gmina w Austrii, w kraju związkowym Górna Austria, w powiecie Vöcklabruck. 1 stycznia 2015 liczyła 2019 mieszkańców.